# Frederik Ruysch
Frederik Ruysch, italianizzato Federico Ruysch (L'Aia, 28 marzo 1638 – Amsterdam, 22 febbraio 1731), è stato un botanico e anatomista olandese, ricordato per i progressi attuati nella preservazione anatomica dei cadaveri, umani ed animali, e per la creazione di diorami o scene composte da parti del corpo umano.
Ruysch giunse con i suoi studi al riconoscimento delle valvole nel sistema linfatico, dell'organo vomeronasale nei serpenti, e l'arteria centralis oculi (l'arteria centrale dell'occhio).

## Biografia

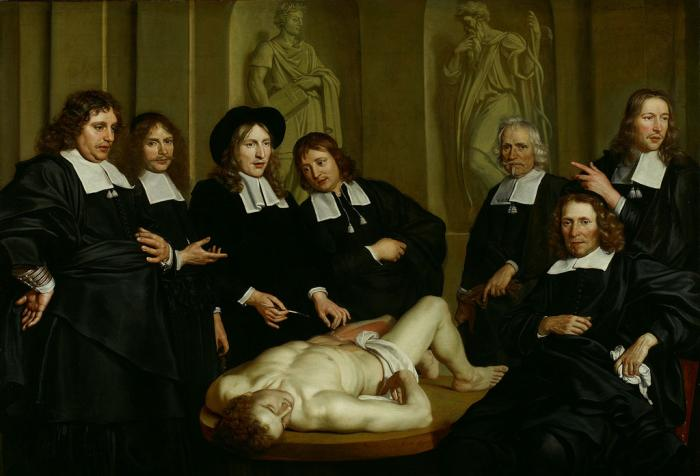
La lezione di anatomia del dottor Federico Ruysch di Adriaen Backer (1670). Amsterdams Historisch Museum

Frederik Ruysch nacque a L'Aia, figlio di un funzionario del governo, e iniziò la sua attività come allievo di un farmacista. Affascinato dall'anatomia, studiò all'Università di Leida, allievo di Franciscus Sylvius. I suoi compagni di studio erano Jan Swammerdam, Reinier de Graaf e Niels Stensen. I cadaveri da sezionare erano piuttosto scarsi e costosi, e Ruysch fu spinto a cercare un modo per preparare gli organi. Nel 1661 sposò la figlia di un architetto tedesco di nome Pieter Post. Si laureò nel 1664 con una tesi sulla pleurite. Ruysch divenne praelector della Corporazione municipale dei chirurghi di Amsterdam nel 1667. Nel 1668 divenne capo istruttore delle ostetriche della città. Queste ultime non erano più autorizzate ad esercitare la propria professione fino a quando non fossero state esaminate da Ruysch. Nel 1679 fu medico legale presso il tribunale di Amsterdam e nel 1685 professore di botanica nell'Orto botanico di Amsterdam, dove lavorò con Jan e Caspar Commelin. Ruysch si specializzò sulle piante indigene.
Ruysch condusse ricerche in molte aree dell'anatomia umana, della psicologia, utilizzando la conservazione "sotto spirito" per conservare gli organi, e creò una delle più famose collezioni anatomiche di tutta Europa. La sua abilità principale fu la preparazione e la conservazione di esemplari con un misterioso liquor balsamicum ed è ritenuto uno dei primi ad aver usato l'imbalsamazione arteriosa per questo scopo. Nei suoi primi anni, la figlia Rachel Ruysch, una pittrice di nature morte, lo aiutò a decorare la collezione con fiori, pesci, conchiglie e le delicate parti del corpo con merletti.

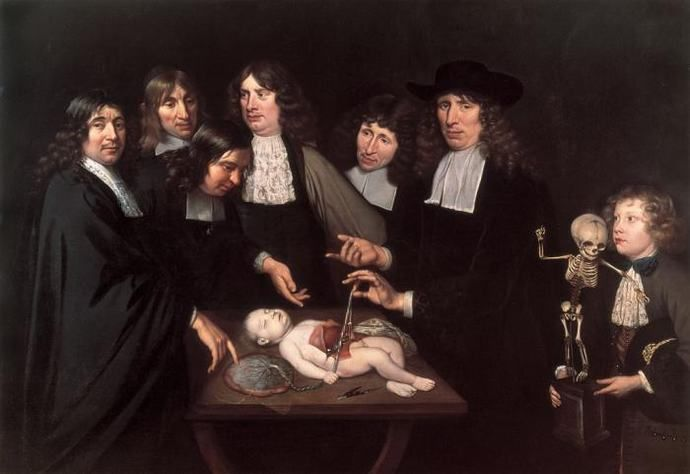
La lezione di anatomia del dottor Federico Ruysch di Jan van Neck (1683). Amsterdams Historisch Museum

Nel 1697 Pietro I di Russia, detto "il Grande", e Nicolaes Witsen visitarono Ruysch, che aveva esposto tutte le specie in cinque stanze, per due giorni, durante la settimana di apertura per il pubblico. Ruysch raccontò allo zar, che aveva un grande interesse per la scienza, come catturare le farfalle e come conservarle. I due avevano inoltre un interesse comune per le lucertole. Insieme andarono a visitare dei pazienti, e Ruysch gli insegnò a disegnare la dentatura umana. Nel 1717, durante la sua seconda visita, Ruysch vendette il suo "archivio delle curiosità" a Pietro il Grande per 30.000 fiorini, incluso il "segreto" per suo misterioso liquore: sangue di maiale rappreso, blu di Prussia e ossido mercurico.  Ruysch si rifiutò di prestare aiuto quando tutto il materiale dovette essere confezionato ed etichettato. Ciò impegnò Albertus Seba per più di un mese. I cento imballaggi non furono inviati immediatamente, ma, a causa della Grande guerra del Nord dell'anno seguente, vennero divisi in due navi. La collezione era intatta, e le voci circa i marinai che bevvero l'alcool erano false.
Ruysch ritornò immediatamente alla sua attività nella sua casa nel Bloemgracht, ad Amsterdam. Ebbe Johann Christoph Bohl come suo allievo dal 1726 al 1730. Dopo la morte di Ruysch, la sua collezione fu venduta ad Augusto il Forte. Mentre alcune delle sue collezioni conservate ci sono rimaste, nessuna delle sue scene è sopravvissuta. Esse sono note solo grazie ad una serie di incisioni, in particolare quelle di Cornelius Huyberts.
Ruysch fu ritratto dal suo genero Jurriaen Pool. Frederik Ruysch pubblicò insieme a Herman Boerhaave.

## Riferimenti nella letteratura
- A Ruysch è dedicata una delle Operette morali di Giacomo Leopardi intitolata Dialogo di Federico Ruysch e delle sue mummie, incentrata su cosa proverebbe l'uomo nel punto della morte.
- Di Frederik Ruysch si parla anche, e piuttosto diffusamente, ne I vagabondi, romanzo della scrittrice polacca Olga Tokarczuk, premio Nobel per la letteratura 2018, edito in Italia da Bompiani.

## Opere

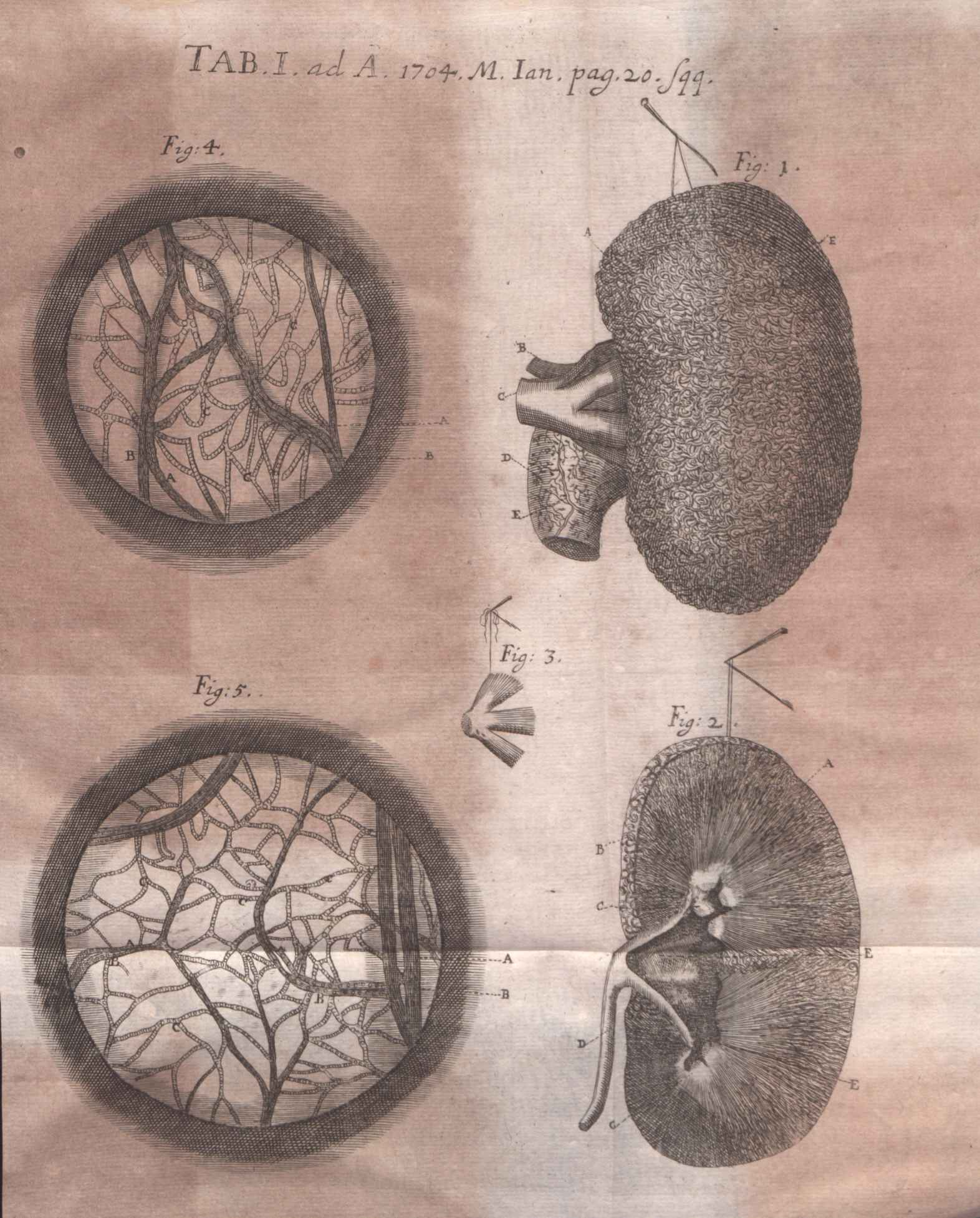
Illustrazione alla recensione de Frederici Ruyschii ... Thesaurus anatomicus tertius, ... pubblicata sugli Acta Eruditorum del 1704

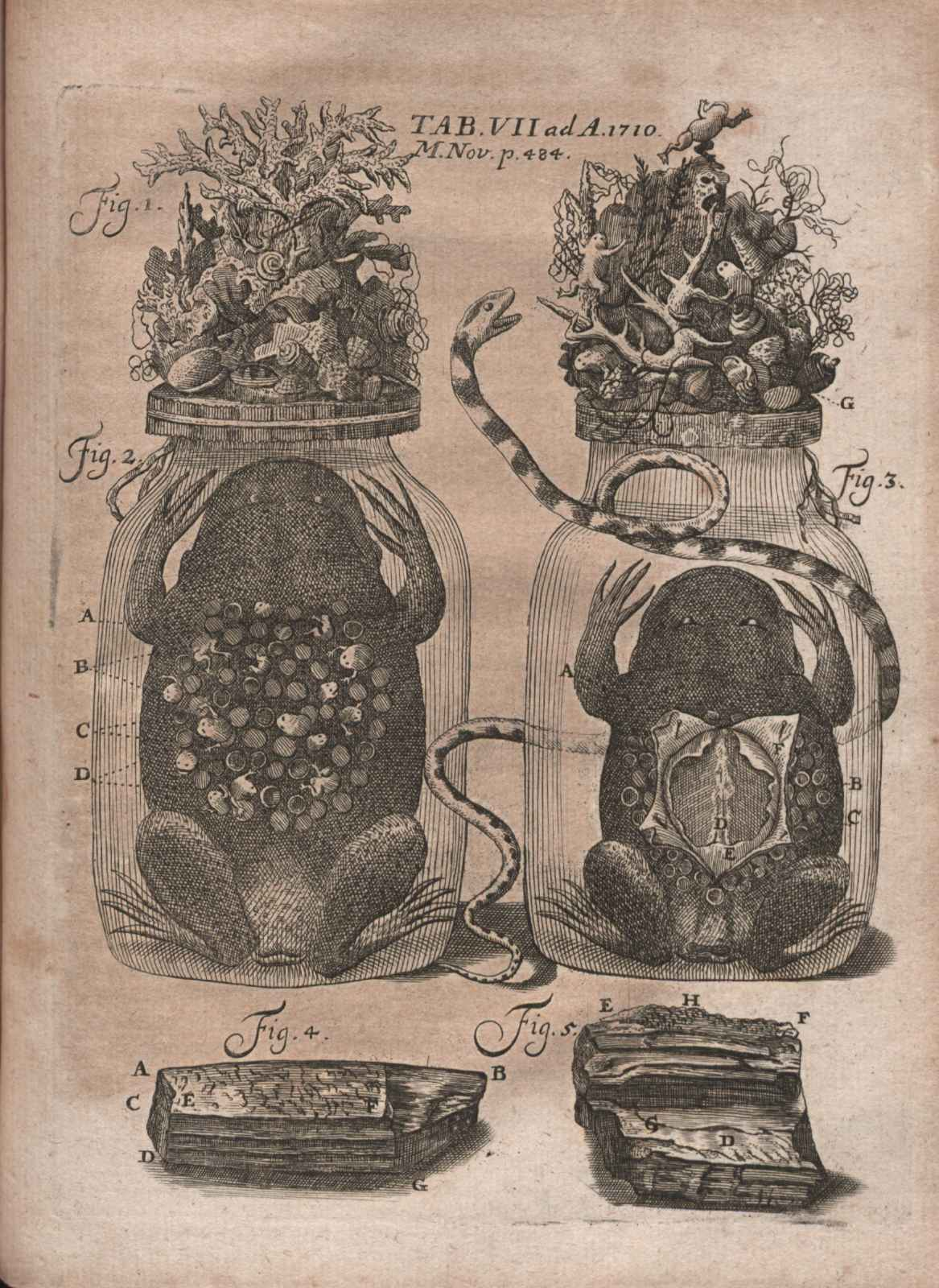
Illustrazione all'articolo intitolato Frederici Ruyschii ... Thesaurus animalium primus, ... pubblicato sugli Acta Eruditorum del 1710

- Disputatio medica inauguralis de pleuritide. Dissertation, Leiden, 1664.
- Dilucidatio valvularum in vasis lymphaticis et lacteis. Hagae-Comitiae, ex officina H. Gael, 1665; Leiden, 1667; Amsterdam, 1720. 2. Aufl. 1742.
- Museum anatomicum Ruyschianum, sive catalogus rariorum quae in Authoris aedibus asservantur. Amsterdam, 1691. 2. Aufl. 1721; 3. Aufl. 1737.
- Catalogus Musaei Ruyschiani. Praeparatorum Anatomicorum, variorum Animalium, Plantarum, aliarumque Rerum Naturalium. Amsterdam: Janssonio-Waesbergios, 1731.
- Observationum anatomico-chirurgicarum centuria. Amsterdam 1691; 2. Aufl. 1721: 3. Aufl. 1737.
- Epistolae anatomicae problematicae. 14 Bände. Amsterdam, 1696-1701.
- Het eerste Anatomisch Cabinet. Amsterdam, Johan Wolters, 1701, su ruysch.dpc.uba.uva.nl (archiviato dall'url originale il 24 luglio 2011).
- Thesaurus anatomicus. 10 Delen. Amsterdam, Johan Wolters, 1701–1716., su ruysch.dpc.uba.uva.nl (archiviato dall'url originale il 24 luglio 2011).
- Adversarium anatomico-medico-chirurgicorum decas prima. Amsterdam 1717.
- Curae posteriores seu thesaurus anatomicus omnium precedentium maximus. Amsterdam, 1724., su ruysch.dpc.uba.uva.nl (archiviato dall'url originale il 24 luglio 2011).
- Thesaurus animalium primus. Amsterdam, 1728. 18: Amsterdam, 1710, 1725.
- Curae renovatae seu thesaurus anatomicus post curas posteriores novus. Amsterdam, 1728., su ruysch.dpc.uba.uva.nl (archiviato dall'url originale il 24 luglio 2011).
- Samen met Herman Boerhaave: Opusculum anatomicum de fabrica glandularum in corpore humano. Leiden, 1722; Amsterdam, 1733.
- Tractatio anatomica de musculo in fundo uteri. Amsterdam, 1723.
- Opera omnia. 4 Bände. Amsterdam, 1721.
- Opera omnia anatomico-medico-chirurgica huc usque edita. 5 Bände. Amsterdam, 1737.
- Herbarivm Rvyschianvm, in Mvsei Imperialis Petropolitani, vol. 1, pars secvnda. Petropolitanae, 1745.